# Rezső
A Rezső férfinév a Roger név magyar változata, amit a nyelvújítás során hoztak létre az ismeretlen eredetű Rézső, Réső családnévből.

## Gyakorisága
Az 1990-es években igen ritka név, a 2000-es években nem szerepel a 100 leggyakoribb férfinév között.

## Érdekesség
Rudolf osztrák-magyar trónörököst szerették a magyarok és gyakran "Rezső királyfiként" emlegették. Halálakor a Kassai Szemle 1889. január 31-ei különszámában Rezsőként említi.

## Névnapok
- április 17.[2]
- október 12.[2]
- október 17.[2]
- november 7.[2]

## Híres Rezsők
| - Bohus Rezső bölcsészdoktor, főgimnáziumi tanár - Burghardt Rezső festő - Charousek Rezső sakkozó - Csefalvay Rezső bíró - Dell’Adami Rezső jogász, ügyvéd, egyetemi tanár - Emődi Rezső válogatott labdarúgó, játékvezető - Faragó Rezső újságíró - Fáth Rezső labdarúgó-játékvezető - Fiedler Rezső hadügyi népbiztos - Gallai Rezső helytörténész - Gallai Rezső korrekorder - Haáz Ferenc Rezső etnográfus, pedagógus - Halász Rezső fotográfus - Hikisch Rezső építész, egyetemi tanár - Himmer Rezső válogatott labdarúgó - Huber Rezső válogatott labdarúgó - Kasztner Rezső újságíró, ügyvéd - Kékesi Rezső válogatott labdarúgó - Kende Rezső olimpikon tornász - Keszthelyi Rezső író, költő, szerkesztő - Kunfalvi Rezső fizikatanár - Latabár Rezső színész - Manninger Rezső állatorvos, egyetemi tanár - Maucha Rezső kémikus - Mérő Rezső közgazdasági szakíró | - Mészáros Rezső geográfus, egyetemi tanár, az MTA tagja - Metz Rezső katona, altábornagy - Nikolsburger Rezső válogatott labdarúgó - Nyers Rezső reformer kommunista politikus - Oprée Rezső sportvezető - Patkoló Rezső válogatott labdarúgó - Pertorini Rezső orvos, pszichiáter és neurológus szakorvos - Ray Rezső Lajos építész - Ray Rezső Vilmos építész - Rodolfo (eredetileg Gács Rezső) bűvész - Seress Rezső bárzongorista, zeneszerző - Soltész Rezső énekes - Solymos Rezső erdőmérnök, tudományos kutató, az MTA tagja - Soó Rezső botanikus, egyetemi tanár, az MTA tagja - Sugár Rezső zeneszerző - Szabó Rezső labdarúgó - Szaton Rezső politikus, katona - Szidon Rezső válogatott labdarúgó - Szíj Rezső református lelkész, művelődés- és irodalomtörténész - Szokolszky Rezső tanító, tanfelügyelő - Szulik Rezső válogatott labdarúgó - Velez Rezső gépészmérnök, sportlövő |